# Unité urbaine de Cézac
L'unité urbaine de Cézac est une unité urbaine française centrée sur la ville de Cézac  département de la Gironde.

## Données globales
En 2010, selon l'Insee, l'unité urbaine de Cézac est composée de six communes, toutes situées dans l'arrondissement de Blaye, subdivision administrative du département de la Gironde.
L'unité urbaine de Cézac représente un pôle urbain de l'aire urbaine de Bordeaux.

## Délimitation de l'unité urbaine de 2010
Liste des communes appartenant à l'unité urbaine de Cézac selon la nouvelle délimitation de 2010 et sa population municipale.
| Nom           | Code Insee | Statut | Superficie (km2) | Population (dernière pop. légale) | Densité (hab./km2) |
| ------------- | ---------- | ------ | ---------------- | --------------------------------- | ------------------ |
| Cavignac      | 33114      |        | 6,63             | 2 368 (2022)                      | 357                |
| Cézac         | 33123      |        | 19,16            | 2 740 (2022)                      | 143                |
| Cubnezais     | 33142      |        | 10,3             | 1 877 (2022)                      | 182                |
| Gauriaguet    | 33183      |        | 5,37             | 1 537 (2022)                      | 286                |
| Marsas        | 33272      |        | 8,13             | 1 237 (2022)                      | 152                |
| Saint-Mariens | 33439      |        | 12               | 1 637 (2022)                      | 136                |

## Évolution démographique
L'évolution démographique ci-dessous concerne l'unité urbaine de Cézac délimitée selon le périmètre de 2010.
| 1968  | 1975  | 1982  | 1990  | 1999  | 2009  | 2014  | 2015  | 2016   | 2018   |
| ----- | ----- | ----- | ----- | ----- | ----- | ----- | ----- | ------ | ------ |
| 4 334 | 4 661 | 5 691 | 6 479 | 6 984 | 8 843 | 9 718 | 9 828 | 10 010 | 10 492 |

| 2022   | - | - | - | - | - | - | - | - | - |
| ------ | - | - | - | - | - | - | - | - | - |
| 11 396 | - | - | - | - | - | - | - | - | - |

### Articles externes
- L'unité urbaine de Cézac sur le splaf Gironde
- Composition communale de l'unité urbaine de Cézac selon le nouveau zonage de 2010